# میتسویی تاکاتوشی
میتسویی تاکاتوشی (به ژاپنی: 三井 高利) (زاده ۱۶۲۲ - درگذشته ۲۹ مه ۱۶۹۴) کارآفرین، بازرگان و مدیر ارشد اجرایی ژاپنی بود، که در سال ۱۶۷۳ شرکت میتسویی را تأسیس کرد.